# 芋叶栝楼
芋叶栝楼（学名：Trichosanthes homophylla）为葫芦科栝楼属下的一个种。

## 扩展阅读
- 維基物種上的相關：芋叶栝楼